# Christian-Victor de Schleswig-Holstein
Christian Victor de Schleswig-Holstein (en allemand Christian Victor Albert Louis Ernst Anton von Schleswig-Holstein), né le 14 avril 1867 au château de Windsor, Angleterre, Royaume-Uni et mort le 29 octobre 1900 à Pretoria, Afrique du Sud, est le fils aîné de la princesse Helena, troisième fille de la reine Victoria. Il est également connu comme joueur de cricket. 

## Jeunesse
Le prince Christian est né le 14 avril 1867, au château de Windsor. Son père est Christian de Schleswig-Holstein, le troisième fils de Christian, duc d'Augustenborg et la comtesse Louise Sophie de Danneskiold-Samsøe. Sa mère est la princesse Helena, le cinquième enfant et la troisième fille de la reine Victoria du Royaume-Uni et du prince Albert. Ses parents résidant au Royaume-Uni, à Cumberland Lodge, le prince est considéré comme un membre de la famille royale britannique. En vertu des lettres patentes de 1866, il est appelé Son Altesse le Prince Christian Victor de Schleswig-Holstein. 
Il est baptisé dans la chapelle privée du château de Windsor. Ses parrains sont la reine Victoria (sa grand-mère maternelle), le duc d'Augustenbourg (son grand-père paternel; représenté par le prince Arthur), le prince de Galles (son oncle maternel), la princesse héritière de Prusse (sa tante maternelle; représentée par la princesse Louise), le duc de Saxe-Cobourg et Gotha (son grand-oncle maternel; représenté par le duc d'Édimbourg), et Théodora de Leiningen (sa demi-grand-tante maternelle ; représentée par Lady Churchill) . 

## Éducation
Le prince effectue successivement ses études au Lambrook, au Wellington College, au Magdalen College d'Oxford et au Royal Military College de Sandhurst. Il entre dans le 60th King's Royal Rifles en 1888 et sert plus tard dans le 4th King's Royal Rifle Corps. 
Surnommé « Christle » par sa famille, il est le premier membre de la famille royale à fréquenter une école officielle au lieu d'être éduqué par un précepteur à domicile. Sa scolarité au Wellington College rend la reine Victoria très heureuse, car le Prince Albert avait aidé à établir l'institution de nombreuses années auparavant. À Wellington, il joue au cricket au collège First Eleven en 1883 et devient capitaine de l'équipe en 1885. Il assure les mêmes fonctions de capitaine au Magdalen College et à Sandhurst. Il effectue une seule apparition de première classe, pour I Zingari contre les Gentlemen of England en 1887. Il demeure le seul membre de la famille royale britannique à jouer au cricket à un niveau aussi élevé .

## Carrière militaire
En quittant Sandhurst en 1888, le prince est devenu officier de l'armée britannique au sein du King's Royal Rifle Corps. En poste en Inde, il participe aux expéditions Hazara et Miranzi en 1891, ainsi qu'à l'expédition Isazi en 1892. Déménageant en Afrique de l'Ouest, en 1895, il participe à l'expédition Ashanti sur la Gold Coast, devenue ensuite le Ghana. 
À son retour, il est élevé au grade de major, puis sert sous Lord Kitchener en 1898 lorsque les troupes britanniques et égyptiennes ont vaincu les derviches à Omdurman près de Khartoum et récupéré le Soudan. 
L'année suivante, il sert comme officier d'état-major dans la seconde guerre des Boers, étant impliqué dans la Libération de Ladysmith  sous le général Sir Redvers Buller et plus tard il rejoint Lord Roberts à Pretoria. 

## Mort

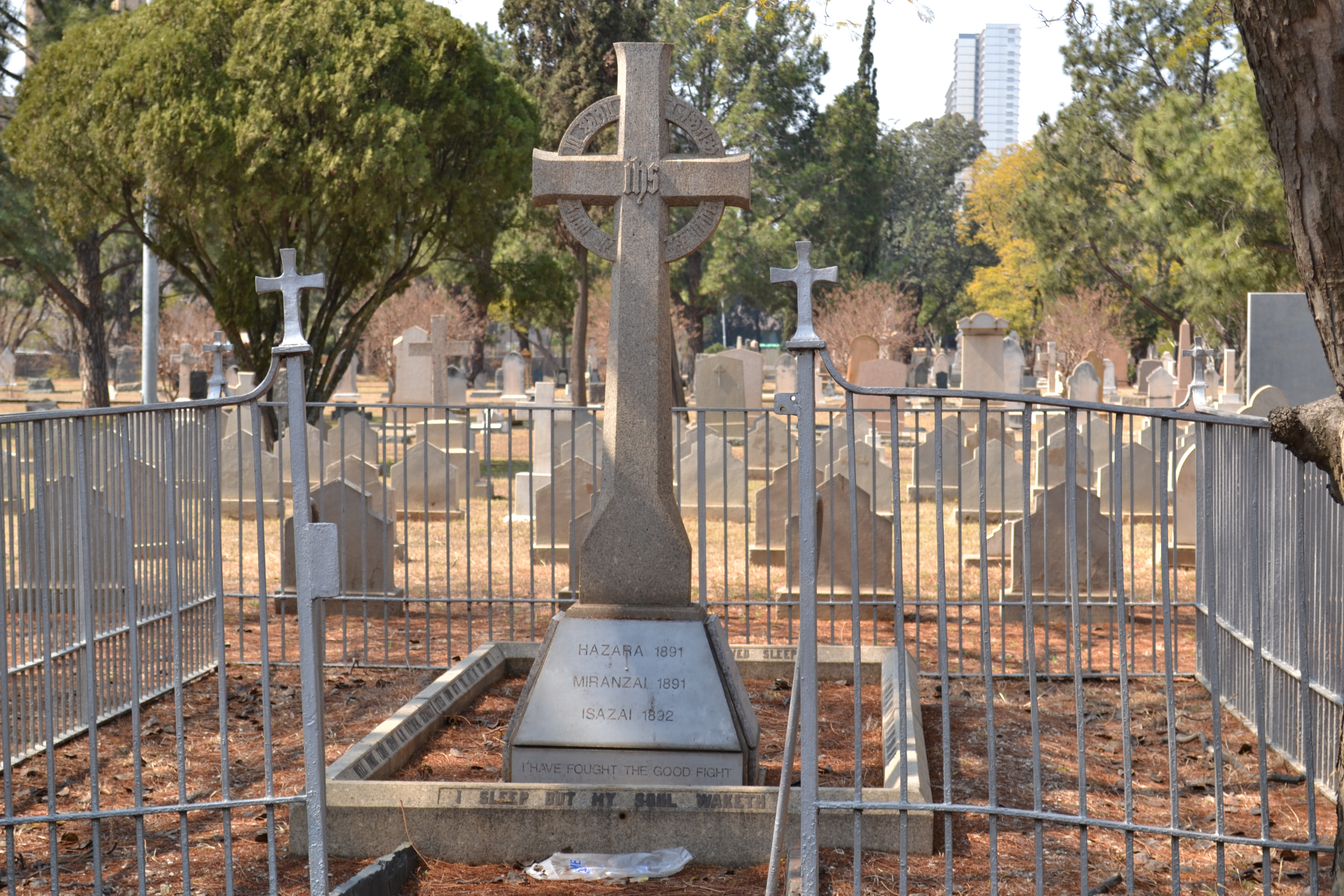
Tombe du Prince Christian-Victor à Pretoria.

En octobre 1900, alors qu'il est à Pretoria, il est atteint de paludisme et meurt de fièvre entérique, le 29 octobre, à l'âge de 33 ans, après avoir reçu la Sainte Communion en présence de Lord Roberts et de Francis de Teck. Il est enterré au cimetière de Pretoria le 1er novembre suivant. Sa sépulture est marquée d'une croix de granit et entourée d'une balustrade en fonte.

## Cricket
Le Prince est un joueur de cricket amateur passionné, mais il a joué un seul match de première classe pour I Zingari en 1897 . Il a marqué 35 et 0. Il a également représenté le Wellington College et a fondé sa propre équipe de cricket éponyme .